# José María Cases
José María Cases Hernández (Orihuela, 23 novembre 1986) è un ex calciatore spagnolo, di ruolo centrocampista.

## Carriera

### Club
Ha giocato nella prima divisione dei campionati spagnolo, greco e belga.

### Nazionale
Ha giocato nella nazionale spagnola Under-17.